# ザ・ファイヤーメン
『ザ・ファイヤーメン』は、日本では1994年9月9日にヒューマンから発売されたスーパーファミコン用アクションアドベンチャーゲーム。
同社の『セプテントリオン』（1993年）に続くシネマティックライブシリーズ第2作目。主人公の消防隊員であるピート＝グレイを操作し、大火災が発生したビル内で放水機と消火爆弾を使用して火災を食い止め、逃げ遅れた人々を救助しながら地下に存在する薬品「MDL」を回収する事を目的としている。
開発も同社が行い、ゲーム・デザインは後にPlayStation 2用ソフト『ハードラック』（2004年）を手掛けたいしづかたいち、メイン・プログラムはスーパーファミコン用ソフト『クロックタワー』（1995年）を手掛けた藤井伸宏、音楽はPCエンジンSUPER CD-ROM²用ソフト『ただいま勇者募集中』（1993年）を手掛けた前田英人、スーパーファミコン用ソフト『スーパーフォーメーションサッカー』（1991年）を手掛けた田中宏典、『セプテントリオン』を手掛けた那珂裕之が担当している。
1995年には欧州市場でも発売された。また、後に続編としてPlayStation用ソフト『ザ・ファイヤーメン2 ピート & ダニー』（1995年）が発売された。
本作はゲーム誌『ファミコン通信』の「クロスレビュー」にてシルバー殿堂を獲得した。

## ゲーム内容

### システム
全6面のトップビューアクションゲーム。水が無限に噴出される放水機と使用回数に制限のある消火爆弾を使いながら、ビル内の火を消していく。ステージクリアタイプで各ステージの最後にいわゆるボスキャラ扱いの火が存在し、これらを消すことでステージクリアとなり、次のステージに進める。ただし最終面はボスを倒した後、放水でガラスを割るミッションに移行。成功すればゲームクリアとなる。
プレイヤーはピートを操作し、サポート役のダニエルと共に、ビル内の消火活動ならびに逃げ遅れた人の救助に務める。
ダニエルはノンプレイヤーキャラクターでプレイヤーが直接操作することは出来ないが、常にプレイヤーと同行し、消火斧を用いて消火活動を行う他、障害物の除去やビル内部のドアのオートロック解除を行う。稀にビル内の地形に邪魔され、2人が離れ離れになることがあるが、この場合ピートではドアロックの解除が出来ず、他フロアへの移動が出来ないため、ダニエルと再合流する必要がある。
ゲーム中のスコアの概念は無いがエンディングのスタッフロール終了後、クリアに要した時間・消火率・救助した人数・コンティニュー回数をもとにプレイヤーの得点が100点満点で表示され、優秀な成績でクリアすると難易度の高い「エキスパートモード」をプレイするための隠しコマンドが表示される。ノーマルモードとの主な相違点は以下のとおり。
- 一部の火の移動速度が上がり、接触時に受けるダメージも増加。
- ビル内の人を救助してもライフが回復せず、ライフ回復は各ステージクリア後のみとなる。
- コンティニュー不可。

### 要素
- 消火活動

放水機と消火爆弾を使いながら火を消していく。放水には射程の長い「上放水」と短い「下放水」の2種があり、下放水でしか消せない火も存在する。放水しながらの移動も可能だが、その場合移動速度が遅くなるというデメリットを伴う。またプレイヤーの向きを固定した状態で、放水することも可能。この他、伏せながら移動することもできるが、この間は放水できない。
- ライフ

火や熱風への接触、足場からの転落や時間切れ等でダメージを受け、ライフゲージがなくなるとゲームオーバー。ステージクリアで全回復し、救助者を救出（後述）することでも回復する。なおサポートキャラのダニエルにはライフの概念は無く、ダメージを受けても数秒間動けなくなるだけである。
- 救助作業

マップ内には逃げ遅れた人がおり、プレイヤーがその場所に近づくにつれ画面上部に表示されている生命センサーの反応が次第に大きくなっていく。救助するとライフゲージが一定量回復する。なお生命センサーは後半ステージのストーリー進行上で破損し、機能を喪失する。
- 制限時間

各ステージごとに制限時間が設定されており、時間切れになるとライフゲージが減少し、被ダメージ1回でゲームオーバーとなる状態に陥る。ライフと異なり数値を回復させる手段は無い。
- バックドラフト

3面中盤から「バックドラフト」が発生。特定のドアやガラスを開放すると起こり、爆風によりプレイヤーがダメージを受ける。同現象の起きる場所は固定されており回避は容易だが、爆風で広範囲の火を消すことができ、最終面ではストーリー上この現象を故意に起こしてゲームクリアとなる。

## ストーリー
2010年12月24日、アメリカ・ニューヨーク州にある化学薬品会社・メトロティック社で行われたクリスマスパーティー中に、大火災が発生。消防隊のピートとダニエルは会社の地下にある、引火すると大爆発を起こす薬品「MDL」の回収に向かう。

## 登場人物
- ピート＝グレイ

プレイヤーが操作する消防隊のリーダー。D地区消防署のベテラン放水員。EDで「クリスマスだから家族サービスが優先だ」と口にしているが、続編で妻と娘がいることが判明。
- ダニエル＝マクリーン

補助員。ピートのサポート役。ボヤきながらもピートの後に続いて奮闘する。ゲーム中は主に消火斧を使用して付近の炎を消火する他、要救助者を外まで搬送する。
- マックス

捜査員。ピート達と別行動で消火任務にあたるが、ゲーム中ではウォルターと共に無線交信時に顔グラフィックのみ登場。
- ウォルター

捜査員。
- ウィノナ

記録員の女性。「MDL」の場所や、プレイヤーの進行ルートを教えてくれるなど進行経路に関する情報面でプレイヤーのサポートをする。
- フランク＝ウェラー

ゲームの舞台となったメトロティック社ビルの設計者。ビルの杜撰な出火対策をピートに責められる。主にビル設備に関する情報面でプレイヤーをサポートする。

## スタッフ
- ゲーム・デザイン：いしづかたいち
- プランニング・アドバイザー：山田勝哉、夏川毅史
- システム・プログラム：薗田直樹
- メイン・プログラム：藤井伸宏
- サブ・プログラム：中山止禍
- オープニング - エンディング：守屋俊
- オブジェクト・グラフィックス：しみずゆういち、徳森英二
- 背景グラフィックス：よしおかまさゆき
- 音楽：前田英人、伊藤このみ、田中宏典、那珂裕之
- 効果音：山崎正通
- デバッグ：手嶋祐暢、戸沢敏和、杉浦みつ夫、平木宏治、ぬまたゆきえ、藤村卓也

## 評価
- ゲーム誌『ファミコン通信』の「クロスレビュー」では、8・7・8・8の合計31点（満40点）でシルバー殿堂を獲得[3]、『ファミリーコンピュータMagazine』の読者投票による「ゲーム通信簿」での評価は以下の通り、21.5点（満30点）となっている[4]。

| 項目 | キャラクタ | 音楽 | お買得度 | 操作性 | 熱中度 | オリジナリティ | 総合 |
| 得点 | 3.8        | 3.2  | 3.4      | 3.6    | 3.7    | 3.8            | 21.5 |

- ゲームライターの渡辺浩弐は当時の雑誌コラムにおいて、本作をセガのメガドライブ用ソフト『ソニック・ザ・ヘッジホッグ3』（1994年）と比較する形で高く評価していた。当時のテレビゲームはハードウエアの高性能化に伴い複雑化する一方であり、アクションゲーム本来の「操作するだけで楽しい」という本質が失われつつあった時代である。渡辺はソニックがボールであると論じ、飽きない操作感覚の楽しさがあるとした。本作も同様に、ただ火を消しつづけるだけの単純な操作をプチプチつぶしに喩えており、その常習性のある操作感覚の楽しさを絶賛した。しかし当時このような素朴なアクションゲームは（高性能･複雑化という市場の動向に適っておらず）企画自体が通りにくくなっていたという業界側の事情を渡辺は憂いており、「（多分）売れないだろう」として業界の不幸を指摘した[5]。